# Giambattista Casti

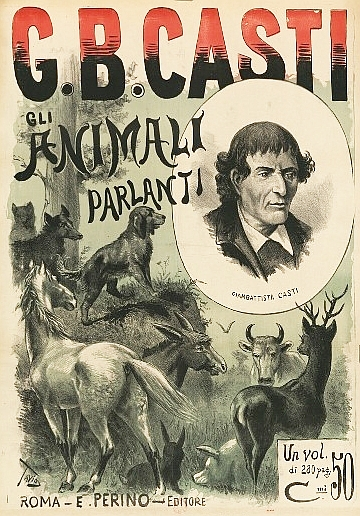
Gli Animali Parlanti

Giambattista Casti (* 29. August 1724 in Acquapendente; † 5. Februar 1803 in Paris) war ein italienischer Dichter und Satiriker.
Er schrieb unter anderem Libretti für folgende Opern:
- Il re Teodoro in Venezia (Musik von Giovanni Paisiello, 1784)[1]
- La grotta di Trofonio (Musik von Antonio Salieri, 1785)[2]
- Prima la musica e poi le parole (Musik von Antonio Salieri, 1786)[3]
- Cublai, gran kan de’ Tartari (Musik von Antonio Salieri, 1786–88)
- Catilina (Musik von Antonio Salieri, 1790–92)

## Werke
- Novelle galanti dell’ Abb. Casti